# Tweede Kamerverkiezingen 2021/Kandidatenlijst/Wij zijn Nederland
Dit is de kandidatenlijst voor de Tweede Kamerverkiezingen van 2021 van Wij zijn Nederland zoals die op 5 februari 2021 werd vastgesteld door de Kiesraad. De partij neemt in zes kieskringen deel aan de verkiezingen.

## De lijst
1. Erwin Versteeg, Enschede - 302 voorkeurstemmen
2. Wim Elsthout, Haarlem - 22
3. Georges Scheffer, Sint Jansklooster - 19
4. Menno Jas, Hoorn - 14
5. Lesley De Séra, Venray - 39
6. Miro Schäfer, Rotterdam - 19
7. Danielle de Vries, Enschede - 37
8. Johan Mulder, Enschede - 15
9. Adriana Gilles, Haarlem - 14
10. Yvette Hensen, Zeist - 72

VVD · PVV · CDA · D66 · GroenLinks · SP · PvdA · ChristenUnie · Partij voor de Dieren · 50PLUS · SGP · DENK · FVD · BIJ1 · JA21 · Code Oranje · Volt · NIDA · Piratenpartij · LP · JONG · Splinter · BBB · NLBeter · LHK · OPRECHT · JEZUS LEEFT · TROTS · UCF · Lijst 30 · PvdE · DFP · VSN · WZNL · Modern Nederland · De Groenen · PvdR